# Key Biscayne
Key Biscayne è un comune degli Stati Uniti d'America, nella Contea di Miami-Dade dello Stato della Florida. Il comune fa parte dell'area metropolitana di Miami e occupa la parte centrale dell'isola di Key Biscayne, posta tra la Baia di Biscayne e l'Oceano Atlantico.

## Geografia

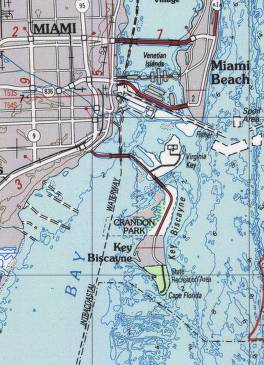
Mappa di Key Biscayne

Si trova a sud di Miami Beach e a sud-est di Miami, alla quale è collegata dall'autostrada Rickenbacker Causeway. Si affaccia direttamente sull'Oceano Atlantico ed è di solito una delle prime zone di Miami ad essere evacuate in caso di uragano. Secondo quanto riporta l'Ufficio del censimento degli Stati Uniti d'America, il comune occupa una superficie di 3,6 km², di cui 0,26 si trovano sull'acqua.

## Sport
Negli impianti del Crandon Park Tennis Center di Key Biscayne si è giocato tra il 1987 e il 2018 il Miami Open, uno dei tornei più importanti del tennis professionistico.

## Cinema
In questo comune è stato girato il film Chi trova un amico trova un tesoro di Sergio Corbucci.